# كارل شتومبف
كارل شتومبف (بالألمانية: ʃtʊmpf) فيلسوف وعالم نفسي وعالم موسيقي ألماني ولد في 21 أبريل 1848 وتوفي في 25 ديسمبر 1936. اشتهر بتأسيس مدرسة برلين لعلم النفس التجريبي.درس مع فرانز برنتانو في جامعة فورتسبورغ قبل حصوله على الدكتوراه في جامعة غوتنغن عام 1868. درس أيضًا مع كاتب الأدب الحديث روبرت موزيل في جامعة برلين وعمل مع هيرمان لوتسي، المشهور بعمله في مجال الإدراك الحسي، في غوتنغن. اشتهر شتومبف بعمله في علم نفس النغمات الصوتية. كان له تأثير مهم على طالبيه ولفجانج كوهلر وكيرت كوفكا الذين لعبوا دورًا أساسيًا في تأسيس علم النفس الغشتالتي، بالإضافة إلى كورت ليفين، الذي كان أيضًا جزءًا من مجموعة غشتالت، وكان له دور أساسي في إنشاء علم النفس التجريبي في أمريكا.
يعد شتومبف أحد رواد علم الموسيقى العرقية، مثلما هو موثق في دراساته لأصول الإدراك الموسيقي البشري في كتابه «أورجنز أوف ميوزك» عام 1911. شغل مناصب في أقسام الفلسفة في جامعات غوتنغن وفورتسبورغ وبراغ وميونيخ وهالي، قبل حصوله على الأستاذية في جامعة برلين.

## مطلع حياته
ولد كارل شتومبف في فيسينثيد، فرنكونيا، في مملكة بافاريا، لعائلة معروفة. كان والده طبيب البلاط الريفي، وضم أقاربه علماء وأكاديميين، مثل جده، الذي درس الأدب الفرنسي في القرن الثامن عشر والفلاسفة كانط وشيلن. أظهر شتومبف موهبة موسيقية مبكرة عندما كان طفلاً، إذ تعلم العزف على الكمان في سن السابعة، وفي سن العاشرة، تعلم خمس الآت أخرى وكتب أول مقطوعة موسيقية له.

## تعليمه
كان شتومبف مريضًا عند طفولته، لذلك كان يُدار تعليمه المبكر في المنزل مع جده معلمًا له. التحق شتومبف بمدرسة ثانوية محلية، حيث طور شغفه بالفلسفة، وخاصة أعمال أفلاطون، قبل التحاقه بجامعة فورتسبورغ في سن 17 عامًا. أمضى فصلاً دراسيًا واحدًا يدرس علم الجمال وآخر يدرس القانون. ثم، التقى في الفصل الدراسي الثالث بفرانز برنتانو، الذي علّم شتومبف التفكير المنطقي والتجريبي. حضر أيضًا محاضرات برينتانو أنطون مارتي وكار إندرت وإرنست كومر ولودفيج شوتز وهيرمان شيل. شجع برينتانو أيضًا شتومبف على أخذ دورات في العلوم الطبيعية لأنه عد كلاً من المادة وأساليب العلوم مهمة للفلسفة. بعد فصلين دراسيين من الدراسة مع برينتانو وبتشجيع من معلمه، انتقل إلى جامعة غوتنغن للدراسة تحت إشراف هيرمان لوتسي، عالم النظريات الإدراكي الألماني، وحصل هناك على الدكتوراه في عام 1868.
التحق بمدرسة دينية في عام 1869، وكان ينوي أن يصبح كاهنًا كاثوليكيًا. مع ذلك، اختلف مع عقيدة العصمة البابوية، لذلك عاد إلى جامعة غوتنغن للحصول على الدكتوراه. حاز شتومبف شهادة تأهيل للأستاذية «فينيا ليجيندي» (Venia Legendi) للفلسفة عام 1870 بعد الانتهاء من أطروحته حول الرياضيات البديهية، والتي كتبها باللاتينية.

## مسيرته الأكاديمية
نال شتومبف بعد فترة وجيزة منصب مدرس في جامعة غوتنغن في قسم الفلسفة. التقى هناك مع إرنست فيبر وجوستاف فخنر، وحضر متفرجًا في تجاربهم النفسية. ناشد وعزز نهجهم الدقيق تجاه مشكلة الجماليات، وتحديدًا المظهر المرئي للمستطيلات ذات النسب المختلفة، المفهوم الذي تعلمه من برينتانو بأن الأفعال أو الوظائف النفسية يمكن دراستها تجريبيًا.
عاد شتومبف في عام 1873 إلى جامعة فورتسبورغ بمنصب أستاذ في قسم الفلسفة. مع أنه أُجبر على تدريس جميع دورات الفلسفة وعلم النفس بسبب مغادرة برينتانو الإجباري من الجامعة، أكمل شتومبف أول عمل نفسي بارز له، وهو فحص الإدراك البصري، تحديدًا إدراك العمق. إذ اقترح فطرة إدراك العمق، وقد عُد كتابه مساهمة مبكرة بارزة في الجدل بين وجهات النظر الفطرية والتجريبية للإدراك. عارض شتومبف المفهوم الكانطي للأبعاد بعدّهِ «شكلاً بديهيًا للحدس» في كتابه حول الأصل النفسي لعرض البعد عام 1873، وجادل بأن حالة البعد هي «عرض جزئي» (Teilvorstellung) يجب أن يجري اختباره جزءًا من عرض أوسع.
عين شتومبف رئيسًا للفلسفة في جامعة برلين عام 1894. شغل هناك أيضًا منصب مساعد بمنزلة مدير لمعهد علم النفس التجريبي. ضم المعهد في الأصل ثلاث غرف مظلمة، ولكن بحلول عام 1920، انتقل المعهد إلى القصر الإمبراطوري السابق الذي يضم 25 غرفة. ترأس شتومبف المؤتمر الدولي الثالث لعلم النفس عام 1896، وألقى خطابًا افتتاحيًا حول العلاقة بين العقل والجسد. دافع عن موقف تفاعلي يعارض المفهوم الدارج للتجانس النفساني الجسدي. أخيرًا، شغل شتومبف منصب رئيس جامعة برلين من عام 1907 إلى عام 1908.

## علم الظواهر
بدأ شتومبف عمله بموضوعي الإحساس والنغمات، تحت عنوان «تونسايكولوجي» (tonpsychologi) عام 1875. كان من المفترض أن يكون عمله مجموعة من أربعة مجلدات، وقد نشر أول مجلدين في عامي 1883 و1890، لكن غالبية محتوى المجلد الثالث نُشرت في كتاب «كونسوناز أون ديسونانز» (Konsonanz und Dissonanz). يعد عمله من أكبر الدراسات مساهمة في علم النفس، إذ تستخدم مزيجًا من التحليل النظري والملاحظات التجريبية. يناقش فيه الفواصل الزمنية ومجموعة النغمات والنبرات، إلى جانب النغمات الفردية. ميز أيضًا بين الظواهر والوظائف الذهنية، مقترحًا أن الظواهر مثل النغمات والألوان والصور إما حسية أو خيالية. وصف شتومبف دراسة هذه الظواهر بعلم الظواهر. أجرى مجموعة واسعة من الدراسات حول الخصائص الظاهراتية لأصوات الآلات المختلفة ومحددات الألحان والاندماج اللحني والتناسق والتنافر بين النغمات. أجرى هذا البحث بفضل المجموعة الممتازة من الأجهزة الصوتية في معهد الفيزياء. أثر عمل شتومبف في علم الظواهر على إدموند هوسرل، الذي يعد الأب الروحي لمدرسة الظواهر.

### ظواهر شيقة
شارك شتومبف في عامي 1903 و 1904 في حلقتين نُشرتا وحازتا على تغطية إعلامية واسعة في فضح ظواهر مثيرة مزيفة. ادعى مهندس من براغ أنه اخترع آلة يمكنها تحويل صور الموجات الصوتية إلى صوت. كتب شتومبف مقالاً يتحدى فيه مصداقيتها، مما تسبب باختفاء الادعاء. مع ذلك، فإن قضية كليفر هانز، وهو على ما يبدو حصان لامع يملكه فيلهلم فون أوستن، كانت أكثر إثارة.

## سنواته اللاحقة
لم تتضمن غالبية أعمال شتومبف اللاحقة بحثًا شيقًا أو مثيرًا للاهتمام مثل بحث «كليفر هانز» (Clever Hans). غادر العديد من الطلاب معهد علم النفس التجريبي للقتال في الحرب عند اندلاع الحرب العالمية الأولى. إضافة إلى ذلك، عطلت الحرب بين ألمانيا والدول الحليفة العديد من العلاقات المهنية التي أقامها مع علماء النفس آخرين. تقاعد شتومبف من جامعة برلين عام 1921 وخلفه طالبه السابق ولفجانج كوهلر مديرًا للمعهد النفسي.

## أعماله المترجمة
«ذا اوريجنز أوف ميوزك» ترجمة وتعديل ديفيد تريبيت. مطبعة جامعة أكسفورد، 2012.
«تونسايكولوجي: المجلد الأول» ترجمة وتعديل روبن دي. رولينجر. روتليدج، 2019.